# Popardowa Niżna
Popardowa Niżna – część wsi Popardowa w Polsce, położona w województwie małopolskim, w powiecie nowosądeckim, w gminie Nawojowa.
W latach 1975–1998 miejscowość administracyjnie należała do województwa nowosądeckiego.